# Liste der Bischöfe von Faro
Die folgenden Personen waren Bischöfe von Faro (Portugal):

## Bischöfe von Ossónoba
- Vicente (306, 314)
- Ithacius (380)
- Petrus (589)
- Saturnino (653)
- Exarno (666)
- Belito (683)
- Agrípio (688, 693)

## Bischöfe von Silves
- Nikolaus (1189–1191)
- Robert (1253–1261)
- Garcia I. (1261–1268)
- Bartolomeu (1268–1292)
- Domingos Soares (1292–1297)
- João I. Soares Alão (1297–1310)
- Afonso I. Anes (1312–1320)
- Pedro I. (1322–1334)
- Álvaro I. Pais (1334–1352)
- Vasco (1354–1367)
- João II. (1367–1370)
- Martinho I. de Zamora (1371–1379)
- Pedro II. (1383)
- Paio de Meira (1384)
- João III. Afonso de Azambuja (1389–1390) (auch Bischof von Porto, Coimbra und Patriarch von Lissabon)
- Martinho II. Gil (1391–1401)
- João IV. Afonso Aranha (1404–1407)
- Martinho II. Gil (1407–1409)
- Fernando I. da Guerra (1409–1414)
- João V. Álvaro (1414–1418)
- Garcia II. de Menezes (1418–1421)
- Álvaro II. de Abreu (1421–1429)
- Rodrigo I. (1429–1440)
- Rodrigo II. Dias oder Rodrigo Diogo (1441–?)
- Luís Pires (1450–1453)
- Álvaro III. Afonso (1453–1467)
- João VI. de Melo (1467–1480)
- Jorge da Costa (1481–1485)
- João VII. Camelo (1486–1501)
- Fernando II. Coutinho (1501–1538)
- Manuel I. de Sousa (1538–1545)
- João VIII. de Melo e Castro (1549–1564)
- Jerónimo I. Osório (1564–1577)

## Bischöfe von Faro
- Jerónimo I. Osório (1577–1580)
- Afonso II. de Castelo Branco (1581–1585) (auch Bischof von Coimbra)
- Jerónimo II. Barreto (1585–1589)
- Francisco I. Cano (1589–1594)
- Fernando III. Martins de Mascarenhas (1595–1616)
- João IX. Coutinho (1617–1626)
- Francisco II. de Menezes (1627–1634)
- Francisco III. Barreto (I) (1634–1649)
- Francisco IV. Barreto (II) (1671–1679)
- José I. de Menezes (1679–1685)
- Simão da Gama (1685–1703)
- António I. Pereira da Silva (1704–1715)
- José II. Pereira de Lacerda (1716–1738)
- Inácio I. de Santa Teresa (1741–1751)
- Lourenço de Santa Maria (1752–1783)
- André Teixeira Palha (1783–1786)
- José III. Maria de Melo (1786–1789)
- Francisco V. Gomes do Avelar (1789–1816)
- Joaquim de Sant’Ana Carvalho (1820–1823)
- Inocêncio António das Neves Portugal (1824)
- Bernardo António de Figueiredo (1825–1838)
- António II. Bernardo da Fonseca Moniz (1844–1854)
- Carlos Cristóvão Genuês Pereira (1855–1863)
- Inácio II. do Nascimento Morais Cardoso (1864–1871) (auch Patriarch von Lissabon)
- António III. Mendes Bello (1884–1908) (auch Patriarch von Lissabon)
- António IV. Barbosa Leão (1908–1919) (auch Bischof von Porto)
- Marcelino António Maria Franco (1920–1955)
- Francisco VI. Fernandes Rendeiro, O.P. (1955–1966)
- Júlio Tavares Rebimbas (1966–1972)
- Florentino de Andrade e Silva (1972–1977)
- Ernesto Gonçalves da Costa, O.F.M. (1977–1988)
- Manuel II. Madureira Dias (1988–2004)
- Manuel III. Neto Quintas, S.C.I. (2004–...)